# Вітовка (річка)
Вітовка —  річка в Україні у Корабельному районі міста Миколаєва, Миколаївської області. Впадає в Бузький лиман.

## Опис
Вітовка протікає Вітовською балкою зі сходу на захід. Довжина приблизно 4,4 км, коефіцієнт звивистості річки — 1,12.

## Назва
На відміну від колись однойменної місцевості у цьому ж районі міста, річка зберегла свою назву на честь Великого князя Литовського Вітовта.

## Історія
В середині 20-го століття русло було поглиблене і підключене до системи водовідведення міста. Також до річки були приєднані системи водовідведення Жовтневого водосховища і Інгулецької зрошувальної системи.  1 квітня 2018 року була встановлена інформаційна табличка "Річка Вітовка".